# Dva brata
Dva brata (fra. Deux frères) je francusko-britanska obiteljska pustolovna drama iz 2004. godine, koju je režirao Jean-Jacques Annaud.

## Radnja
Radnja filma je smještena u 30-te godine dvadesetog stoljeća. Na početku samog filma mi vidimo kako dva mala tigrića bivaju razdvojeni jedan od drugog, nakon što prastari hram, u kojem su oni živjeli, okupira Aidan McRory. McRory je beskrupulozni istraživač, lovac na veliku divljač i pljačkaš hramova, koji ubija oca, prethodno spomenutim tigrićima. Jednog od tigrića, nazvanog Kumal, McRory odmah uzima i prodaje cirkusu, dok drugi tigrić, Sangha, ostaje u šumi zajedno sa svojom majkom. No, sloboda majke tigrice i preostalog joj tigrića ne traje zadugo, jer i njih, nedugo nakon otmice Kumala, McRory hvata u zamku, da bi ih ubrzo nakon toga pustio iz zamke, no ne iz dobrote, već iz razloga da ih bi tašti princ mogao uloviti. Majka - tigrica potom biva propucana kroz uho, nakon čega se u filmu nakratko ostavlja dojam da je ubijena, no taj dojam završava u trenutku kada se ona ponovno ustaje i bježi. No, za obitelj tigrova ni tu ne prestaju tragični događaji. Naime, nakon bjega majke - tigrice, Sangha biva zarobljen, nakon čega on postaje ljubimac mladom Raoulu, sinu francuskog upravitelja Normandina. Kumal je u međuvremenu uvježbavan od strane okrutnog cirkuskog djelatnika, Zerbina, da izvodi trikove poput skakanja kroz zapaljene obruče. Istovremeno, Sangha postaje predivlji da bi mogao ostati u kući francuske obitelji, što nadalje dovodi do toga da on postaje najnovijim članom prinčevog dvorskog zoološkog vrta. Potom, princ odlučuje organizirati veliki festival, čiji će središnji događaj biti borba između dviju velikih divljih zvijeri, tj. između dva brata tigra. Kada dva brata tigra budu smještena u kavez, pred oči publike, oni se odmah ne prepoznaju a uz to Kumal se i boji boriti. Naposljetku, kada se braća ipak prepoznaju, oni se prestaju boriti i počinju se, na veliko nezadovoljstvo publike, zajedno igrati. Treneri, potom nasiljem pokušavaju navesti tigrove na borbu, no u trenutku kada otvore vrata kaveza, tigrovi uspijevaju pobjeći, pri čemu sami treneri bivaju zatvoreni u kavez. Dva brata uspijevaju pobjeći u divljinu, no ne i od McRorya, koji ih i dalje želi uloviti. Unatoč tome što tigrovi uspiju izvesti bijeg kroz plamen vatre, Raol i McRory ih svejedno pronalaze. Ipak, u trenutku kada McRory cilja jednog od tigrova, drugi stoji pored njega (McRorya), vidno spreman da ga napadne ako za to bude potrebe. Vidjevši i drugoga tigra, McRory polaže svoje oružje na zemlju i zaklinje se kako više nikada neće loviti. Dva brata - tigra potom odlaze do svog hrama (u kojem su bili i na početku filma), gdje se ponovno susreću sa svojom majkom, te na taj način ponovno okupljaju svoju obitelj, s izuzetkom njihovog oca, kojeg je ubio McRory.

## Glavne uloge
- Guy Pearce kao Aidan McRory
- Freddie Highmore kao mladi Raoul
- Jean-Claude Dreyfus kao upravitelj Normandin
- Oanh Nguyen kao njegovo Veličanstvo
- Vincent Scarito kao Zerbino

## Zanimljivosti
- Tigrovi korišteni u filmu su iz tigarskog zoološkog vrta zvanog Sri Racha, koji se nalazi u blizini Pattaye, na Tajlandu.
- Jedna od glavnih glazbenih tema filma je skladba "To the Stars", koja je originalno bila skladana za   glavnu glazbenu temu filma Zmajevo srce (eng. Dragonheart).

## Nagrade i nominacije
Film je osvojio nagradu César za najbolju montažu (Noëlle Boisson), nagradu Genesis za najbolji igrani film, Heartland nagradu izvrsnosti (eng. Heartland Award of Excellence) - (Jean-Jacques Annaud), te je još bio nominiran za nagradu César u kategoriji najbolja kinematografija (Jean-Marie Dreujou).

## Vanjske poveznice
- Službena stranica  Arhivirana inačica izvorne stranice od 17. kolovoza 2007. (Wayback Machine)
- Dva brata u internetskoj bazi filmova IMDb-a
- Dva brata na Rotten Tomatoesu